# Mô hình kinh doanh
Mô hình kinh doanh là một khái niệm trừu tượng của một tổ chức, nó có thể là một khái niệm, văn bản và/hoặc đồ hoạ của cấu tạo tương quan, hợp tác, sự sắp xếp tài chính được thiết kế và được phát triển bởi một tổ chức hiện tại và trong tương lai, cũng như tất cả các sản phẩm chính và/hoặc các dịch vụ mà công y cung cấp, hoặc sẽ cung cấp, dựa vào sự sắp xếp cần thiết đó để đạt được mục tiêu và mục đích chiến dịch của nó"
 Khái niệm này được đúc kết bởi Al - Debei, El - Haddadeh và Avison (2008), nó chỉ ra rằng sự dự định giá trị, mô hình giá trị (cơ sở hạ tầng của tổ chức và kiến trúc công nghệ mà hướng theo sự vận động của sản phẩm, dịch vụ và thông tin), giá trị tài chính (thông tin mô hình liên quan tới tổng chi phí của chủ đầu tư, phương pháp giá và cấu trúc doanh thu), và mạng giá trị chỉ rõ cấu tạo chính hoặc kích thước của mô hình kinh doanh.
.
Do đó một mô hình kinh doanh mô tả lý do, cách thức mà một tổ chức tạo ra, cung cấp và nắm giữ giá trị trong kinh tế, xã hội, văn hoá hoặc các tình huống khác. Quá trình của cấu trúc mô hình kinh doanh là một phần của chiến lược kinh doanh.
Trong lý thuyết và thực tế, "mô hình kinh doanh" thì được sử dụng cho một phạm vi rộng các mô tả chính thức và không chính thức để đại diện cho các khía cạnh chính của kinh doanh, bao gồm mục đích, quá trình kinh doanh, khách hàng mục tiêu, các đề xuất, chiến lược, cơ sở hạ tầng, cấu trúc tổ chức, nguồn tài nguyên, thực hiện giao dịch, quá trình tổ chức và chính sách bao gồm văn hoá. Các tài liệu đã cũng cấp rất đa dạng về các giải thích và định nghĩa của một mô hình kinh doanh. Sự nhìn nhận và phân tích hệ thống của người quản lý dựa trên một khảo sát xác định mô hình kinh doanh như là thiết kế cơ cấu tổ chức để ban hành với một cơ hội thương mại. Mở rộng thêm về logic thiết kế này nhấn mạnh việc sử dụng sự tường thuật và kết hợp trong mô tả mô hình kinh doanh như một cơ chế mà các nhà doanh nghiệp tạo nên một công ty phát triển vượt trội.
Các mô hình kinh doanh được sử dụng để mô tả và phân loại các loại hình kinh doanh, đặc biệt là cấu tạo doanh nghiệp, nhưng nó cũng được sử dụng bởi các nhà quản lý bên trong công ty để phát hiện các khả năng cho sự phát triển tương lại. Các mô hình kinh doanh phổ biết có thể mở rộng như là "công thức" cho các nhà quản lý sáng tạo. Các mô hình kinh doanh cũng được đề cập đến trong một số trường hợp trong bối cảnh tính toán cho mục đích báo cáo công khai.

## Lịch sử
Qua từng năm, các mô hình kinh doanh ngày càng trở nên phức tạp. Mô hình kinh doanh mồi và móc nhử (the bait and hook business model) cũng được đề cập như là mô hình kinh doanh "dao cạo và lưỡi dao" - razor and blades business model hoặc là mô hình các sản phẩm đi kèm - tired products business model) đã được giới thiệu vào những năm đầu thế kỉ 20. Nó liên quan đến việc đưa ra các sản phẩm cơ bản với giá bán thấp, thường là tại điểm thua lỗ (mồi - bait), sau đó đưa ra số lượng sản phẩm đinh kỳ đền bù để bù lại hoặc các sản phẩm liên quan hoặc các dịch vụ (móc câu - hook). Ví dụ như là: dao cạo râu (mồi) và lưỡi dao (móc câu); điện thoại di động (mồi) và mạng truyền (móc câu), máy in vi tính (mồi) và mực in đổ vào (móc câu); và máy quay cameras (mồi) và phim rửa (móc câu). Một biến thể của mô hình này là Adobe, một công ty phát triển phần mềm đã đưa ra phần mềm đọc tài liệu miễn phí nhưng lại phải trả phí hàng trăm đô la cho người viết tài liệu.
Từ 1950, các mô hình kinh doanh mới đến từ cửa hàng McDonald ' s và Toyota. Vào năm 1960s, người cải tiến là Wal - Mart và Hypermarkets. Năm 1970, các mô hình kinh doanh mới ra đời từ FedEx và Toys R Us; và 1980 từ Blockbuster, Home Depot, Intel và Dell Computer; năm 1990 từ Southwest Airlines, Netflix, eBay, Amazon.comvà Starbucks.
Ngày nay, các loại mô hình kinh doanh có thể phụ thuộc vào công nghệ được sử dụng. Ví dụ, doanh nghiệp dựa vào internet có thể tạo ra các mô hình mới mà phụ thuộc chủ yếu vào sự xuất hiện của công nghệ mới nổi. Sử dụng công nghệ, các doanh nghiệp có thể đạt một số lượng lớn khách hàng với chi phí thấp. Thêm vào đó, sự tăng lên của đầu tư ngoài quốc gia và toàn cầu hoá có nghĩa là các mô hình kinh doanh phải tính toán chiến lược nguồn lực, chuỗi cung phức tạp và dịch chuyển tới hợp tác, cấu trúc quan hệ hợp đồng.
.

## Lý thuyết và thực nghiệm của các mô hình kinh doanh

### Logic thiết kế và sự gắn kết câu chuyện
Logic thiết kế nhìn nhận mô hình kinh doanh như là một đầu ra của việc tạo nên cấu trúc tổ chức hoặc thay đổi hiện tại để theo đuổi một cơ hội mới. Gery George và Adam Bock (2011) đã tiến hành một xem xét toàn diện và khảo sát các nhà quản lý để hiểu làm thế nào họ nhận thấy các thành phần của một mô hình kinh doanh. Trong sự phân tích đó, các tác giả chỉ ra rằng có một sự logic thiết kế đứng đằng sau việc các doanh nghiệp và nhà quản lý nhận thức và giải thích về mô hình kinh doanh của họ. Mở rộng ra với thiết kế, George and Bock (2012) sử dụng trường hợp nghiên cứu và số liệu khảo sát IBM trên các mô hình kinh doanh của các công ty lớn, để miêu tả làm thế nào các CEO và các doanh nghiệp tạo ra những câu chuyện trong một phương pháp chặt chẽ để chuyển đổi doanh nghiệp từ một cơ hội này sang cơ hội khác. Họ cũng chỉ ra rằng khi câu chuyện không mạch lạc hoặc các thành phần của câu chuyện bị lệch, nghĩa là các doanh nghiệp này có xu hướng thất bại. Họ đề xuất các cách mà các nhà doanh nghiệp hoặc CEO có thể tạo ra các câu chuyện mạnh cho sự thay đổi. 

### Sự bổ trợ của các mô hình kinh doanh giữa các công ty hợp tác
Nghiên cứu sự hợp tác và truy cập các nguồn bên ngoài của công nghệ, Hummel et al (2010) nhận thấy rằng quyết định dựa vào các đối tác kinh doanh, nó thực sự quan trọng để chắc chắn rằng cả hai mô hình kinh doanh của các bên là bổ trợ nhau. Ví dụ, họ tìm thấy rằng việc nhận ra các động lực giá trị của các đối tác tiềm năng bằng cách phân tích các mô hình kinh doanh là quan trọng, và nó cũng có lợi ích khi tìm thấy các công ty hợp tác mà hiểu rõ các khía cạnh chính của mô hình kinh doanh của mình.
Trường đại học Tennessee tiến hành nghiên cứu trong mối quan hệ hợp tác kinh doanh cao. Các nhà nghiên cứu hệ thống hoá các nghiên cứu vào một mô hình nguồn được biết đến như là Vested (cũng được đề cập đến như là Nguồn Vested - Vested Outsoursing). Vested là một mô hình kinh doanh lai tìm nguồn cung ứng mà người mua và các bên cũng cấp trong một nguồn ngoài hoặc mối quan hệ kinh doanh tập trung vào giá trị chia sẻ và các mục tiêu để tạo ra một sự sắp xếp mà nó hợp tác cao và lợi ích chung với nhau..

## Phân loại các mô hình kinh doanh
Khoảng từ năm 2012, một vài nghiên cứu và thực nghiệm đã đưa ra giả thuyết về một cái gọi là " mô hình kinh doanh lỏng" - liquid business model
.

### V4 BM khuôn khổ (V4 Bm Framework)
Al - Debei và Avison (2010) Khuôn khổ V4 BM - 4 kiểu mẫu chính đóng vào trong mười sáu yếu tố chính: giá trị sự cải tiến, giá trị kiến trúc, giá trị mạng liên kết và giá trị tài chính

- Giá trị sự cái tiến: Kiểu mẫu này nhấn mạnh rằng một mô hình kinh doanh nên bao gồm một sự mô tả của các sản phẩm/ dịch vụ mà một tổ chức kỹ thuật số đặt ra, hoặc sẽ đưa ra, đi kèm với các thông tin liên quan. Thêm vào đó, các mô hình kinh doanh cũng cần mô tả các yếu tố kết hợp trong việc chào bán, như là sự tự nhiên của phân đoạn định vị thị trường theo sở thích ưu tiên.
- Giá trị kiến trúc: mô tả mô hình như là một thiết kế cấu trúc toàn diện của một tổ chức bao gồm cấu trúc công nghệ, cơ sở hạn tầng tổ chức và cấu hình của họ.
- Giá trị Mạng liên kết: miêu tả công ty chéo hoặc liên tổ chức quan điểm theo mô hình hoặc đạt được nhiều sự chú ý trong mô hình kinh doanh
- Giá trị tài chính: mô tả thông tin liên quan tới chi phí, phương pháp giá, và cấu trúc doanh thu

### Chuyển từ ống tới các nền tảng
Sangeet Paul Choudary (2013) phân biệt giữa hai nhóm chính của mô hình kinh doanh trong một bài báo của tạp chí Wired . Choudary tương phản ống (mô hình kinh doanh tuyến tính) với nền (mô hình kinh doanh liên kết). Trong trường hợp của ống, các công ty tạo ra hàng hoá và dịch vụ, đẩy chúng ra ngoài và bán nó tới các khách hàng. Giá trị đã được sản xuất thượng nguồn và tiêu thụ hạ nguồn. Đó là một dòng chảy tuyến tính, giống như là dòng chảy trong ống nước. Không như các ống nước, nền tảng không chỉ tạo và đẩy ra ngoài. Nó cho phép người dùng tạo và thu về giá trị.
Trong một thị trường đồng hồ mở, Choudary, Van Alstyne và Parker giải thích thêm làm thế nào các mô hình kinh doanh chuyển từ ống sang nền, dẫn tới sự gián đoạn của các ngành công nghiệp còn lại.

### Các mô hình kinh doanh nền
Có ba yếu tố dẫn tới dự thành công của mô hình kinh doanh nền. Toolbox tạo ra sự kết nối bởi làm nó đơn giản cho người khác để cắm vào nền tảng. Cơ sở hạ tầng này có thể kết nối giữa các bên tham gia. Magnet tạo ra sức kéo mà thu hút người tham gia vào nền tảng. Với các nền tảng giao dịch cả người sản xuất và khách hàng có thể thể hiện để đạt tới khối lượng quan trọng. Người làm diêm nuôi dưỡng dòng chảy giá trị bằng cách tạo sự kết nối giữa nhà sản xuất và khách hàng. Dữ liệu là tại trung tâm của làm diêm thành công và phân biệt nền tảng từ các mô hình kinh doanh khác
 t 
Chen (2009) nhận định rằng mô hình kinh doanh phải được tính vào năng lực của Web 2.0, như là trí tuệ tập thể, hiệu ứng mạng, người dùng tạo ra nội dung và khả năng của hệ thống tự nâng cấp. Ông ấy đề xuất rằng ngành công nghiệp dịch vụ như hàng không, giao thông, vận chuyển, khách sạn, nhà hàng, thông tin và công nghệ truyền thông và trò chơi trực tuyến sẽ có thể đạt nhiều lợi nhuận trong mô hình kinh doanh được thừa hưởng mà được tính vào đặc điểm của Web 2.0. Ông ấy cũng nhấn mạnh rằng Mô hình kinh doanh 2.0 được đưa vào không chỉ là hiệu ứng công nghệ của Web2.0 mà còn là hiệu ứng mạng liên kết. Ông ấy đưa ra ví dụ về câu chuyện thành công của Amazon trong việc tạo ra doanh thu khổng lồ mỗi năm bằng việc phát triển nền tảng mở rộng hỗ trợ cho một cộng đồng của công ty mà tài sử dụng dịch vụ thương mại theo nhu cầu của Amazon.
 

## Các ứng dụng
Malone et al. đã tìm thấy một số mô hình kinh doanh, như đã định nghĩa, đã thực hiện tốt hơn các mô hình khác trong tập dữ liệu bao gồm các doanh nghiêp lớn nhất Hoa Kỳ, trong thời kỳ 1998 tới 2002, khi họ không chứng minh liệu sự tồn tại của mô hình kinh doanh là quan trọng.
Trong bối cảnh của phần mềm - Cluster, mà được tài trợ bởi Bộ Liên Bang Đức về giáo dục và nghiên cứu, một mô hình kinh doanh thành công cho các công ty phần mềm đã được phát triển. Nó hỗ trợ thiết kế và phân tích mô hình kinh doanh phần mềm. Khái niệm và các dữ liệu cơ bản của công cụ này đã được công bố trong các ấn phẩm khoa học khác nhau.
Khái niệm của mô hình kinh doanh đã được hợp tác trong tiêu chuẩn tính toán. Ví dụ, Hội đồng chuẩn mực kế toán quốc tế (International Accounting Standards Board - IASB) sử dụng "mô hình kinh doanh thực để quản lý tài sản tài chính" như một yếu tố để quyết định liệu các tài sản nào có thể đo lường tại chi phí phân bổ hoặc tại giá trị hợp lý tại tiêu chuẩn tính toán công cụ tài chính, IFRS 9. Trong đề xuất 2013 của họ cho tính toán công cụ tài chính, Hội đồng chuẩn mực kế toán quốc tế cũng công bố công dụng tương tự cho mô hình kinh doanh trong viêc phân loại các công cụ tài chính. Khái niệm của mô hình kinh doanh đã được giới thiệu trong thuế thu nhập hoãn lại dưới Các tiêu chuẩn báo cáo tài chính quốc tế (International Financial Reporting Standards) với 2010 sửa đổi tới IAS 12 giải quyết trì hoãn thuế liên quan đến đầu tư bất động sản.
.
Cả hai IASB và FASB có đề xuất sử dụng khái niệm của mô hình kinh doanh trong khái niệm của báo cáo một thu nhập cho thuê của bên cho thuê và chi phí thuê trong dự án hợp tác của họ trên tính toán cho người thuê. Trong mô hình kế toán cho thuê 2016, IFRS 16, IASB chọn không bao gồm một yếu tố của " tiện ích chuẩn một mình" trong định nghĩa cho thuê bởi vì "thưc thể các thể đạt được các kết luận khác nhau trong hợp đồng mà bao gồm các quyền giống nhau dề sử dụng, dựa trên sự khác biệt giữa nguồn lực khách hàng hoặc mô hình kinh doanh của bên cung ứng  Khái niệm cũng đề xuất như là một cách tiếp cận để quyết định cách đo lường và phân loại khi tính toán hợp đồng bảo hiểm. Kết quả đưa lại là tình trạng tăng lên của các khải niệm mô hình kinh doanh đã nhận được trong bối rảnh của báo cáo tài chính, Nhóm tư vấn báo cáo tài chính Châu u (European Financial Reporting Advisory Group - EFRAG), mà khuyên liên minh châu Âu trong chứng thực các chuẩn mực báo cáo tài chính, bắt đầu một sự án trong " Vai trò của các mô hình kinh doanh trong báo cáo tài chính" vào năm 2011.
.

## Thiết kế mô hình kinh doanh
Thiết kế mô hình kinh doanh đề cập tới hoạt động thiết kế mô hình kinh doanh của một công ty. Nó là một phần của sự phát triển kinh doanh và quá trình chiến lược kinh doanh và liên quan tới phương pháp thiết kế. 

### Định nghĩa mô hình kinh doanh
Al - Debei and Avison (2010) định nghĩa một mô hình kinh doanh như là một đại diện trừu tượng của một tổ chức. Nó có thể là một khái niệm, câu chữ, và/hoặc là một hình ảnh của tất cả các kiến thức chính liên quan, hệ thống liên kết, và sắp xếp tài chính được thiết kế và phát triển bởi một tổ chức hiện tại và trong tương lai, như là các sản phẩm chính và/ hoặc các dịch vụ mà tổ chức cung cấp, hoặc sẽ cung cấp, dựa trên các sự sắp xếp đó mà cần để đạt mục tiêu và mục đích chiến lược của họ. Định nghĩa này đề cập đến giá trị cải tiến, giá trị cấu trúc, giá trị tài chính và giá trị mạng liên kết khớp với cấu tạo chính hoặc kích thước của các mô hình kinh doanh.
.

#### Sự cân nhắc kinh tế
Al - Debei and Avison (2010) cân nhắc giá trị tài chính như là một trong các kích thước chính của mô hình kinh doanh mà mô tả các thông tin liên quan đến chi phí, phương pháp định giá, cấu trúc doanh thu. Stewart and Zhao (2000) đã định nghĩa mô hình kinh doanh như là một nhận đinh của lmaf thế nào một công ty có thể kiếm tiền và chấp nhận dòng chảy lợi nhuận của nó qua thời gian.
 

#### Sự cân nhắc thành phần
Osterwalder et al. (2005) cân nhắc mô hình kinh doanh như là kế hoạch chi tiết mà bằng cách nào một công ty thực hiện việc kinh doanh. Slywotzky (1996) đề cập mô hình kinh doanh như là tổng của việc làm thế nào mà một công ty thu thập các khách hàng, xác định và tạo sự khác biệt các sản phẩm đưa ra, xác định các nhiệm vụ mà họ cần thể hiện và họ sẽ thuê ngoài, cấu hình tài nguyên, đi tới thị trường, tạo ra các tiện ích cho khách hàng và nắm bắt lợi nhuận"
 

#### Kết quả chiến lược
Mayo and Brown (1999) xem mô hình kinh doanh như là "một thiết kế của hệ thống chính phụ thuộc lẫn nhau mà tạo ra và chịu đựng các công ty cạnh tranh
" 

## Các định nghĩa về thiết kế và sự phát triển của mô hình kinh doanh
Zott and Amit (2009) xem xét thiết kế mô hình kinh doanh từ quan điểm của chủ đề thiết kế và nội dung thiết kế. Chủ đề thiết kế đề cập tới động lực điều khiển tạo ra giá trị chi phối hệ thống và nội dung thiết kế kiểm tra các chi tiết lớn hơn, các hoạt động cần được thể hiện, sự kết nối và trình tự các hoạt động và ai sẽ thể hiện các hoạt động.
.

### Thiết kế chủ đề nhấn mạnh của mô hình kinh doanh
Phát triển một khuôn khổ cho sự phát triển của mô hình kinh doanh với sự nhất mạnh vào thiết kế chủ đề, Lim (2010) đề xuất Môi trường-Chiến lược-Cơ cấu-Hoạt động (Environment-Strategy-Structure-Operations - ESSO), Sự phát triển mô hình kinh doanh mà đưa vào tròn sự xem xét liên kết của chiến lược tổ chức với cấu trúc, hoạt động, các yếu tố môi trường của tổ chức trong sự đạt được lợi thế so sánh trong sự tổng hợp chi phí, chất lượng, thời gian, sự linh động, sự cái tiến và hiệu quả.
.

### Thiết kế nội dung nhấn mạnh của thiết kế mô hình kinh doanh
Thiết kế mô hình kinh doanh bao gồm mô hình và sự mô tả của các phần công ty:
- Giá trị cải tiến
- Phân khúc khách hàng mục tiêu
- Các kênh phân phối
- Các mối quan hệ với khách hàng
- Cấu hình giá trị
- Các chức năng chính
- Mạng liên kết hợp tác
- Cấu trúc chi phí
- Mô hình doanh thu

Thiết kế mô hình kinh doanh là khác biệt với mô hình kinh doanh. Các mẫu cũ đề cập để xác định logic kinh doanh công ty tại mức độ chiến lược, trọng khi sau này đề cập đến thiết kế quá trình kinh doanh tại mức độ mở rộng. 
Một cấu trúc thiết kế mô hình kinh doanh có thể tạo điều kiện cho quá trình thiết kế và mô tả của một mô hình kinh doanh công ty.
Daas et al. (2012) đã phát triển một hệ thống hỗ trợ quyết định (Decision Support System - DSS) cho thiết kế mô hình kinh doanh. Trong nghiên cứu của họ, hệ thống hỗ trợ quyết định (DSS) đã được phát triển đề giúp đỡ SaaS trong quá trình đó, dựa trên một thiết kê tiếp cận bao gồm một quá trình thiết kế mà được hướng dẫn bởi các phương pháp thiết kế đa dạng.

## Các ví dụ của mô hình kinh doanh
Trong lịch sử đời đầu của mô hình kinh doanh, các kiểu loại mô hình kinh doanh đã được định nghĩa như là nền móng hoặc người môi giới. Tuy nhiên, các kiểu loại hình nay thường mô tả chỉ một khía cạnh của kinh doanh (thường là mô hình doanh thu). Tuy nhiên, những hiểu biết gần đây về các mô hình kinh doanh lại tập trung mô tả một mô hình kinh doanh như là khối toàn diện, thay vì chỉ một vài khía cạnh đặc trưng
Các ví dụ dưới đây cung cấp một cái nhìn tổng quát cho nhiều loại hình mô hình kinh doanh trong sự trao đổi kể từ sự phát minh ra cụm từ: mô hình kinh doanh. 
- Mô hình kinh doanh kết hợp truyền thống và điện tử (Bricks and clicks business model)

Mô hình kinh doanh mà một công ty liên quan tới sự hiện diện của trực tuyến (online - clicks) và truyền thống (offline - bricks). Một ví dụ của mô hình Bricks and Clicks là khi một chuỗi các cửa hàng cho phép người dùng gọi đồ ăn trực tuyến, nhưng để họ chọn món tại cửa hàng địa phương. 
- Mô hình kinh doanh tập thể (Collective Business Models)

Hệ thống, tổ chức và liên đoàn thường sáng tác liên quan đến một số lượng lớn các công ty kinh doanh, người giao dịch hoặc chuyên gia trong cùng một lĩnh vực hoặc liên quan tới cùng một lĩnh vực của sự cô gắng, mà các nguồn, chia sẻ thông tin hoặc cung cấp các lợi ích khác cho các thành viên. Ví dụ, một công viên khoa học hoặc trại hè công nghệ cung cấp một nguồn dữ liệu chia sẻ (ví dụ: phòng sạch sẽ và các thiết bị thí nghiệm) để các bên đạt vị trí tại cơ sở của nó, và tìm kiếm thêm để tạo nên một cộng đồng tiến bộ giữa các công ty và nhân viên của họ..
- Mô hình cắt giảm trung gian (Cutting out the middleman model)

Việc cắt giảm trong một chuỗi cung: "cắt giảm trung gian". Thay vì đi qua các kênh phân phối truyền thống, mà có một vài kiểu trung gian (như là nhà phân phối, nhà đại lý, nhà môi giới hoặc đại lý), các công ty có thể trao đổi trực tiếp với mỗi khách hàng hoặc thông qua Internet 
- Mô hình bán hàng trực tiếp (Direct Sales Model)

Bán hàng trực tiếp là tiếp thị và bán các sản phẩm tới khách hàng trực tiếp, tránh xa các đại lý cố định tại địa phương. Việc bán hàng được tạo ra thông qua kế hoạch các bên, các buổi thương thuyết một - một và các hiệp định liên hệ cá nhân. Một quyển sách có định nghĩa là " Các bài thuyết trình cá nhân trực tiếp, buổi thương thuyết và bán hàng các sản phẩm và dịch vụ tới các khách hàng, thường trong nhà của họ hoặc công việc của họ. "
- Mô hình kinh doanh phân phối (Distribution business models): đa dạng
- Giá trị gia tăng đại lý bán lẻ (Value - Added Reseller)

Gia trị gia tăng đại lý bản lẻ là một mô hình mà một doanh nghiệp làm ra một vài thứ mà được bán bởi một doanh nghiệp khác nhưng với sự thay đổi là có giá trị được thêm vào sản phẩm hoặc dịch vụ gốc. Sự thay đổi hay thêm vào chủ yếu là ngành công nghiệp cụ thể trong tự nhiên hoặc là rất quan trọng trong phân phối. Các doanh nghiệp đi theo mô hình VAR phải phát triển mạng lưới VAR. Đó là một trong những mô hình kinh doanh tập thể mới nhất mà có thể giúp phát triển vòng tròn nhanh nhất và được thừa nhận bởi nhiều công ty công nghệ, đặc biệt là phần mềm. 
- Tự do ra vào (Free in, free out)

Mô hình kinh doanh mà làm việc bởi sự trao đổi một khoản phí cho một dịch vụ của khách hàng đầu tiên, trong khi đưa ra dịch vụ miễn phí cho khách hàng tiếp theo. 
- Nhượng quyền thương mại (Franchise)

Nhượng quyền thương mại là một mô hình mà sử dụng mô hình kinh doanh thành công của một công ty khác. Với các bên nhượng quyền, nhượng quyền thương mại là một sự sẵn có để tạo dựng nên các chuỗi cửa hàng để phân phối hàng hoá và tránh sự đầu tư và trách nhiệm pháp lý cho một chuỗi. Sự thành công của bên nhượng quyền thương mại là sự thành công của việc nhượng quyền. Nhượng quyền được đề cập là có một động cơ thúc đẩy lớn hơn là một nhân viên trực tiếp bởi vì anh ta hoặc cô ta có một cổ phần trực tiếp trong việc kinh doanh
• Mô hình kinh doanh nguồn (sourcing business model)
Một mô hình kinh doanh nguồn là một kiểu mô hình kinh doanh mà được áp dụng cụ thể cho các mối quan hệ kinh doanh, nơi mà có nhiều hơn một bên tham gia cần làm việc với các bên khác để đạt thành công. Nó là sự kết hợp của hai khái niệm: khuôn khổ hợp đồng một công ty sử dụng với nhà cung cấp của nó (giao dich, quan hệ, dựa trên đầu tư) và mô hình kinh tế được sử dụng (giao dịch, sản lượng hoặc dựa trên đầu ra) 
- Mô hình kinh doanh Freemium (Freemium business model)

Mô hình kinh doanh mà làm việc bằng cách đề xuất các dịch vụ Web cơ bản, hoặc một sản phẩm kỹ thuật số cơ bản tải về, miễn phí, trong khi phải trả một khoản tiền cho một tính năng đặc biệt hoặc nâng cấp..
- Chi trả những thứ bạn có thể (Pay what you can - PWYC) là một mô hình kinh doanh không lợi nhuận hoặc có lợi nhuân mà nó không dựa vào giá sản phẩm, nhưng thay vào đó yêu cầu khách hàng phải trả những thứ mà họ cảm thấy sản phẩm hoặc dịch vụ có giá trị với họ..[46][47][48] Nó thường được sử dụng như là một chiến thuật quảng cáo [49] nhưng cũng là một phương pháp thông thường trong kinh doanh. Đó là một sự đang dạng trong nền kinh tế quà tặng và trợ cấp chéo, trong đó, nó phụ thuộc vào sự trao đổi qua lại và niềm tin để thành công.

" Chi trả nhưng thứ bạn muốn" (Pay what you want - PWYW) thì thỉnh thoảng được sử dụng tương tự nhưng " chi trả nhưng thứ bạn có thể" thì thường được định hướng nhiều hơn để làm từ nhiện hoặc định hướng mục đích xã hội, dựa trên khả năng có thể chi trả, trong khi " chi trả những thứ bạn muốn" thường định hướng rộng hơn để tổng hợp các giá trị nhận thức với sự sẵn sàng và khả năng chi trả. 
Các ví dụ khác của mô hình kinh doanh là
- Mô hình kinh doanh đấu giá (Auction business model)
- Mô hình kinh doanh tất cả trong một (All-in-one business model)
- Cho thuê hoá học (Chemical Leasing)
- Mô hình kinh doanh chi phí thấp (Low-cost carrier business model)
- Mô hình kinh doanh trung thành (Loyalty business models)
- Mô hình kinh doanh độc quyền (Monopolistic business model)
- Mô hình kinh doanh tiếp thị đa cấp (Multi-level network business model)
- Mô hình kinh doanh hiệu quả mạng lưới (Network effects business model)
- Trực tuyến đấu giá mô hình kinh doanh (Online auction business model)
- Mô hình kinh doanh nội dung trực tuyến (Online content business model)
- Mô hình kinh doanh hợp tác truyền thông trực tuyến (Online media cooperative)
- Mô hình kinh doanh bảo hiểm (Premium business model)
- Mô hình nguồn mở chuyên gia (Professional open-source model)
- Mô hình kinh doanh hình tháp ảo (Pyramid scheme business model)
- Mô hình kinh doanh lưỡi dao và dao cạo (Razor and blades business model)
- Mô hình kinh doanh sản phẩm cổ phần hoá (Servitization of products business model)
- Mô hình kinh doanh đăng ký (Subscription business model)

## Khuôn khổ mô hình kinh doanh
Công nghệ cộng đồng làm trung tâm đã xác định "khung" cho mô hình kinh doanh. Những khuôn khổ cố gắng để xác định một cách tiếp cận nghiêm ngặt để xác định dòng giá trị kinh doanh. Nó không phải là rõ ràng, tuy nhiên, đến mức độ nào khuôn khổ như vậy là thực sự quan trọng đối với việc lập kế hoạch kinh doanh. khuôn khổ mô hình kinh doanh đại diện cho khía cạnh cốt lõi của bất kỳ công ty; chúng liên quan đến "tổng thể về cách thức một công ty chọn những khách hàng định nghĩa và phân biệt dịch vụ của nó, xác định nhiệm vụ nó sẽ thực hiện bản thân và những người đó sẽ thuê ngoài, cấu hình tài nguyên của nó, đi vào thị trường, tạo ra tiện ích cho khách hàng, và nắm bắt lợi nhuận. Một khuôn khổ kinh doanh liên quan đến các yếu tố nội bộ (phân tích thị trường, các sản phẩm / dịch vụ xúc tiến, phát triển sự tin tưởng; ảnh hưởng xã hội và chia sẻ kiến thức) và các yếu tố bên ngoài (đối thủ cạnh tranh và các khía cạnh công nghệ).
Một định nghĩa nghệ thuật xem xét trên các khuôn khổ mô hình kinh doanh có thể được tìm thấy trong Krumeich et al. (2012). Trong phần tiếp theo một số khuôn khổ được giới thiệu.
- Mô hình tham chiếu kinh doanh

Mô hình tham chiếu kinh doanh là một mô hình tham chiếu, tập trung vào các khía cạnh kiến trúc của kinh doanh cốt lõi của doanh nghiệp, tổ chức dịch vụ hoặc cơ quan chính phủ. 
- Mô hình kinh doanh linh kiện

Kỹ thuật được phát triển bởi IBM để mô hình và phân tích một doanh nghiệp. Nó là một đại diện hợp lý hoặc bản đồ của các thành phần kinh doanh hay "khối xây dựng" và có thể được mô tả trên một trang duy nhất. Nó có thể được sử dụng để phân tích sự liên kết của chiến lược doanh nghiệp với khả năng và các khoản đầu tư của tổ chức, xác định khả năng kinh doanh cần thiết hoặc chồng chéo, vv 

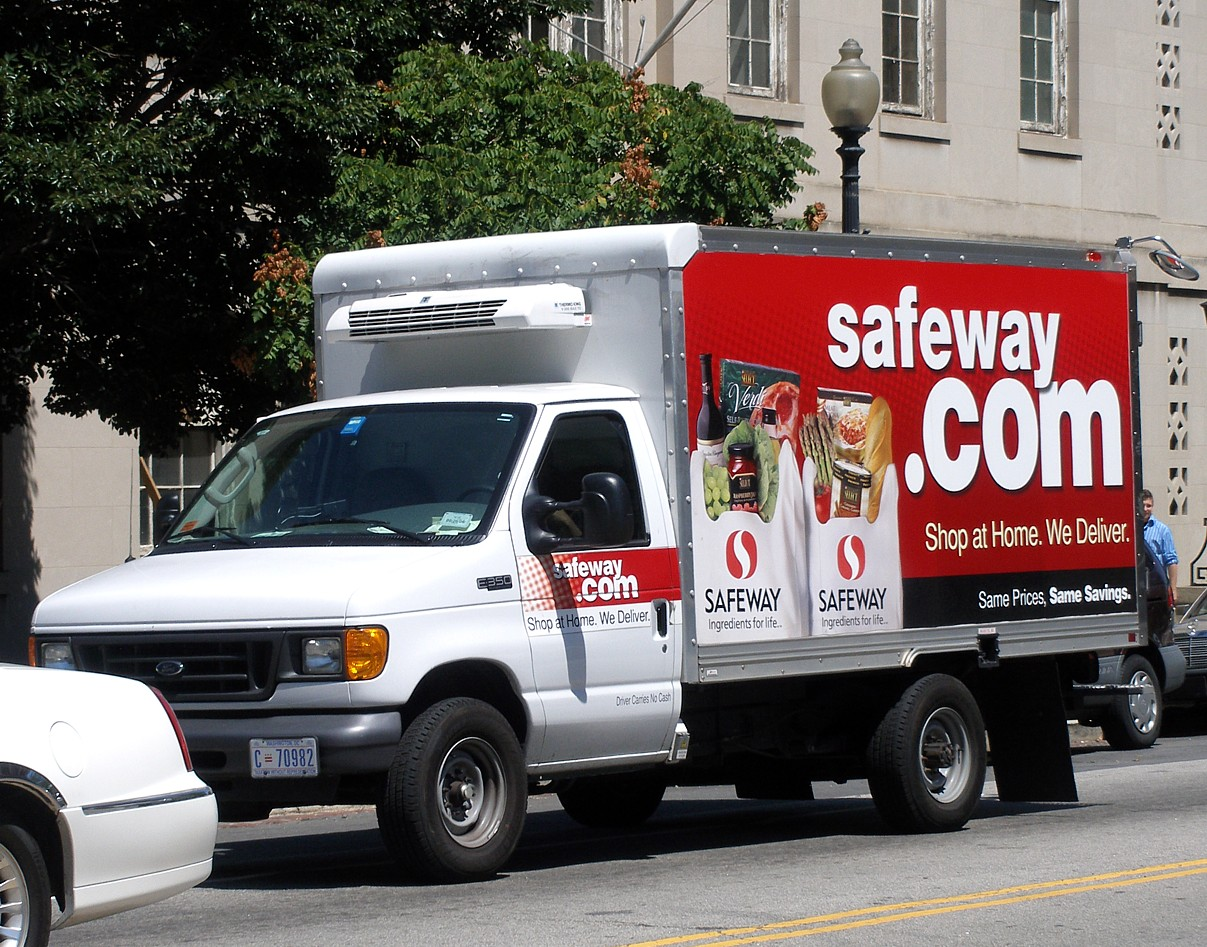
Although Webvan failed in its goal of disintermediating the North American supermarket industry, several supermarket chains (like Safeway Inc.) have launched their own delivery services to target the niche market to which Webvan catered.

- Công nghiệp hóa của mô hình kinh doanh dịch vụ

Mô hình kinh doanh được sử dụng trong chiến lược quản lý và tiếp thị dịch vụ mà đối xử với cung cấp dịch vụ như là một quá trình công nghiệp, làm thủ tục tối ưu hóa công nghiệp
- Mô hình kinh doanh Canvas

Phát triển bởi A. Osterwalder, Yves Pigneur, Alan Smith, và 470 học viên đến từ 45 quốc gia, mô hình kinh doanh vải    llà một trong những khuôn khổ sử dụng nhiều nhất để mô tả các yếu tố của mô hình kinh doanh.

## Các khái niệm liên quan
Quá trình thiết kế mô hình kinh doanh là một phần của chiến lược kinh doanh. Thiết kế mô hình kinh doanh và sự cải tiến đề cập đến cách một doanh nghiệp (hoặc một mạng lưới các công ty) định nghĩa logic kinh doanh của mình tại cấp chiến lược. 
Ngược lại, các doanh nghiệp thực hiện các mô hình kinh doanh của họ ở cấp độ hoạt động, thông qua các hoạt động kinh doanh của họ. Đây là hoạt động quá trình cấp, khả năng, chức năng và cơ sở hạ tầng (ví dụ, quy trình kinh doanh của họ và mô hình hóa quy trình kinh doanh), cơ cấu tổ chức của họ (ví dụ như organigrams, công việc, nguồn nhân lực) và hệ thống (ví dụ như kiến trúc công nghệ thông tin, dây chuyền sản xuất). 
Do đó, một mô hình kinh doanh hoạt động khả thi và khả thi đòi hỏi sự liên kết ngang với các hoạt động kinh doanh cơ bản.
.
Các thương hiệu là một hệ quả của mô hình kinh doanh và có một mối quan hệ cộng sinh với nó, bởi vì các mô hình doanh nghiệp xác định lời hứa thương hiệu, và vốn chủ sở hữu thương hiệu trở thành một tính năng của mô hình. Quản lý này là một nhiệm vụ của tiếp thị tích hợp. 
Các thuật ngữ chuẩn và ví dụ về mô hình kinh doanh không áp dụng cho hầu hết các tổ chức phi lợi nhuận, bởi vì các nguồn thu nhập của họ thường không giống như những người hưởng lợi. Các mô hình kinh phí hạn thường được sử dụng thay .
Mô hình này được xác định bởi các tổ chức tầm nhìn, sứ mệnh và giá trị, cũng như bộ ranh giới cho các tổ chức, những sản phẩm hoặc dịch vụ sẽ cung cấp, khách hàng những gì hay thị trường nó sẽ nhắm mục tiêu, và những gì cung cấp và phân kênh nó sẽ sử dụng. Trong khi mô hình kinh doanh bao gồm các chiến lược cấp cao và hướng chiến thuật để làm thế nào tổ chức sẽ thực hiện các mô hình, nó cũng bao gồm các mục tiêu hàng năm mà thiết lập các bước cụ thể tổ chức dự định sẽ thực hiện trong năm tới và các biện pháp để hoàn thành dự kiến của họ. Mỗi trong số này là có thể sẽ là một phần của tài liệu nội bộ có sẵn cho các kiểm toán viên nội bộ. 

## Tìm đọc thêm
- Kế hoạch thương mại
- Chiến lược quản lý